# Gare de Rémilly
Gare de Rémilly vasútállomás Franciaországban, Rémilly településen.

## Vasútvonalak
Az állomást az alábbi vasútvonalak érintik:
- Réding–Metz-Ville-vasútvonal
- Rémilly–Saarbrücken-vasútvonal

## Kapcsolódó állomások
A vasútállomáshoz az alábbi állomások vannak a legközelebb:
- Gare de Metz-Ville
- Gare d’Herny
- Gare de Morhange
- Gare de Sanry-sur-Nied